# José Patricio González Balcarce
José Patricio González Balcarce fue un militar porteño que murió luchando contra los británicos en la Segunda invasión inglesa al Río de la Plata, en la defensa de Montevideo.

## Biografía
José Patricio Balcarce nació en la ciudad de Buenos Aires el 16 de julio de 1779, hijo del coronel de los Reales Ejércitos y comandante de Blandengues, el catalán Francisco González Balcarce Lat y de Victoria Damasia Martínez Fontes y hermano de los Balcarce: Juan Ramón, Antonio, Marcos, Lucas, Diego y Francisco. Curiosamente, el único de los hermanos Balcarce que suele ser citado con el apellido completo de González Balcarce es Antonio; todos los demás son generalmente conocidos con el apellido Balcarce.
En 1791, con solo 12 años de edad, se alistó como cadete del cuerpo de Blandengues de Buenos Aires que comandaba su padre. En 1800 fue ascendido a alférez de su regimiento.
Luchó contra las invasiones inglesas al Río de la Plata de 1806. Pasó a Montevideo luchando en la defensa de esa ciudad y murió combatiendo en la jornada del 3 de febrero de 1807 en que la plaza cayó en manos de los británicos.